# Enzio Enrique Serafini
Enzio Enrique Serafini, noto anche col nome italianizzato Ezio Enrico Serafini e conosciuto in Brasile come Henrique Serafini (Lasongas, 1º agosto 1904 – 9 marzo 1980), è stato un calciatore brasiliano, di ruolo difensore o centrocampista.

## Palmarès

### Club
- Campionato paulista: 2

Palestra Itália: 1926, 1927